# Саралидзе, Анзор Михайлович
Анзо́р Миха́йлович Сарали́дзе (род. 21 октября 1965) — российский инженер-механик, деятель высшего образования, кандидат экономических наук
(2002), доцент, ректор Владимирского государственного университета (с 2013 года).

## Биография
Родился 21 октября 1965 года.
В 1983 году призван в ряды Советской Армии. После увольнения в запас в 1985 году поступил на подготовительное отделение Владимирского политехнического института. В 1986 году стал студентом Владимирского политехнического института, окончил вуз в 1991 году по специальности «Автомобили и автомобильное хозяйство», инженер-механик. С 1987 по 1991 год был секретарём комсомольской организации автотракторного факультета института.
В 2000 году начал преподавательскую деятельность во Владимирском государственном университете, где вначале был помощником проректора по общим вопросам университета. В 2001 году назначен проректором по административно-хозяйственной работе Владимирского университета.
В 2002 году во Владимирском государственном университете успешно защитил кандидатскую диссертацию на тему «Совершенствование системы управления жилищно-коммунальным хозяйством региона».
В 2003 году стал работать проректором по учебно-воспитательной работе ВлГУ. С 2006 по 2012 год был проректором по учебно-воспитательной работе и социальной политике в университете.
В 2013 году Анзор Саралидзе был назначен ректором Владимирского государственного университета.
Автор научных статей и монографий по теме жилищно-коммунального хозяйства региона.
Является председателем Совета ректоров вузов Владимирской области и членом Совета Российского союза ректоров. Член Президиума Владимирского регионального отделения Всероссийской политической партии «Единая Россия»

## Санкции
6 марта 2022 года после вторжения России на Украину подписал письмо в поддержку российской агрессии. С 9 июня 2022 года находится под персональными санкциями Украины за поддержку войны. Также был внесён ФБК в список коррупционеров и разжигателей войны за поддержку нападения на Украину, 16 марта 2022 года форумом свободной России внесён в «Список Путина» и доклад «поджигателей войны» с предложением введения против него международных санкций.

## Награды
- Лауреат конкурса на лучшую научную книгу 2004 года среди преподавателей высших учебных заведений (Фонд развития отечественного образования 2005 г.),
- Благодарности и дипломы администрации г. Владимира (2005, 2007 г., 2014 г, 2015 г.),
- Нагрудный знак Министерства образования и науки РФ «Почетный работник сферы молодёжной политики» Российской Федерации (2008 г.),
- Медаль «ЗА ЗАСЛУГИ» II степени (Владимирский государственный университет, 2008 г.),
- Благодарность Законодательного собрания Владимирской области (2008 г.),
- Грамота Архиепископа Владимирского и Суздальского Евлогия (2008 г.),
- Почетные грамоты и благодарности Комитета по делам молодежи Администрации Владимирской области (2009 г., 2010 г.),
- Медаль «Подвижнику просвещения» (Общественная организация Общество «Знание» России, 2011 г.),
- Благодарность Владимирского областного общественного благотворительного фонда содействия защите материнства и детства «МАМА» за помощь в организации II Форума матерей ЦФО и особый вклад в укрепление института семьи (2011 г.),
- Благодарственное письмо Министерства спорта РФ (2012 г),
- Благодарность Управления Федерального казначейства по Владимирской области (2012 г.),
- Благодарственное письмо Администрации Владимирской области (2014 г.),
- Благодарственное письмо Губернатора Владимирской области С. Ю. Орловой (2015 г.),
- Приказом Минобрнауки России № 513/к-н от 22 июня 2015 г. за заслуги в области образования присвоено почетное звание «Почетный работник высшего профессионального образования Российской Федерации»,
- Указом Патриарха Московского и Всея Руси Кирилла удостоен юбилейной медали Русской Православной Церкви «В память 1000-летия преставления равноапостольного великого князя Владимира» (2015 г),
- Почетная грамота Министерства спорта РФ (2016 г),
- Благодарственное письмо Российской академии образования (2017 г),
- Почетная грамота Общероссийского Профсоюза образования (2018 г),
- Благодарность автономной некоммерческой организации «Россия — страна возможностей» (2018 г),
- Благодарственное письмо Федерального агентства по делам молодежи (2018 г),
- Удостоен медали Владимирской Епархии Русской Православной Церкви святого благоверного князя Андрея Боголюбского 1 степени, к 10-летию со дня начала богослужений в храме Кирилла и Мефодия (2018 г),
- Благодарственное письмо Общероссийской общественной организации «Российский союз молодежи» (2018 г),
- Благодарность Председателя Совета Федерации Федерального Собрания РФ (2018 г),
- Благодарность Федеральной службы по надзору в сфере образования и науки (2018 г),
- Благодарственное письмо Торгово-промышленной палаты РФ (2019 г),
- Благодарность Союза «Молодые профессионалы (Ворлдскиллс Россия)» (2019 г),
- Указом Патриарха Московского и Всея Руси Кирилла удостоен медали ордена Русской Православной Церкви святого благоверного Даниила Московского (2020 г),
- Почетная грамота Законодательного собрания Владимирской области (2020 г),
- Благодарность Института демографических исследований Федерального научно-исследовательского социологического центра Российской академии наук (2022 г),
- Благодарственное письмо Управления Федеральной налоговой службы по Владимирской области (2022 г),
- Благодарность Государственной Думы РФ Комитета по науке и высшему образованию (2022 г)